# Блез Компаоре
Блез Компаоре (фр. Blaise Compaoré; Зинијаре, 3. фебруар 1951.), политичар и председник Буркине Фасо од 1987. године до 2014. године.

## Биографија
Рођен је 3. фебруара 1951. године у Зинијареу у близини главног града Уагадугуа у тадашњој Горњој Волти. Стекао је чин капетана у волтанској армији.
На власт је дошао у пучу 1987. године, када је убијен Томас Санкара, први председник Буркине Фасо под тим именом.. Санкарину смрт описао је као „несрећан случај”. Његови политички супарници ову изјаву сматрају спорном.
Након доласка на власт, наредио је смакнуће двојице важних револуционарних вођа због наводног мењања сврхе револуције.
Као председник државе, изабран је на изборима 1991. године на којима је гласало само 25% бирача, што је говорило о нестабилности државе.
Опозиција није успела да му се супротстави, па је победама на изборима 1998, 2005. и 2010. године остајао председник. Припадници опозиције нису били задовољни овом ситуацијом, јер су изменама Устава из 2000. године дозвољена само два мандата за председника. Ипак, он је тврдио да закони не могу да се спроводе ретроактивно, а уставне судије су утврдиле да се та одредба не односи на њега.
Ожењен је од 1985. године и по вери је римокатолик.
Успео је да помири сукобљене стране у државама Того и Обала Слоноваче.
Почасни је члан Међународне фондације „Раул Валенберг“.
Био је председник Афричке уније 1998. године и 1999. године, када га је заменио Абделазиз Бутефлика, председник Алжира.
Јуна 2014. године, владајућа партија Конгрес за демократију и напредак објавила је да намерава да организује референдум који би Компаореу допустио да промени устав како би могао да се и по трећи пут кандидује за председника Буркине Фасо на изборима 2015. године. Дана 30. октобра скупштина је заказала заседање на коме је требало да се дискутује о амандману који би Компаореу омогућио кандидатуру, на што су демонстранти провалили у зграду скупштине, запалили ју и опљачкали. Дана 31. октобра Компаоре је објавио да је напустио функцију председника државе, напустио земљу и добио азил у Обали Слоноваче.